# Bonita Friedericy

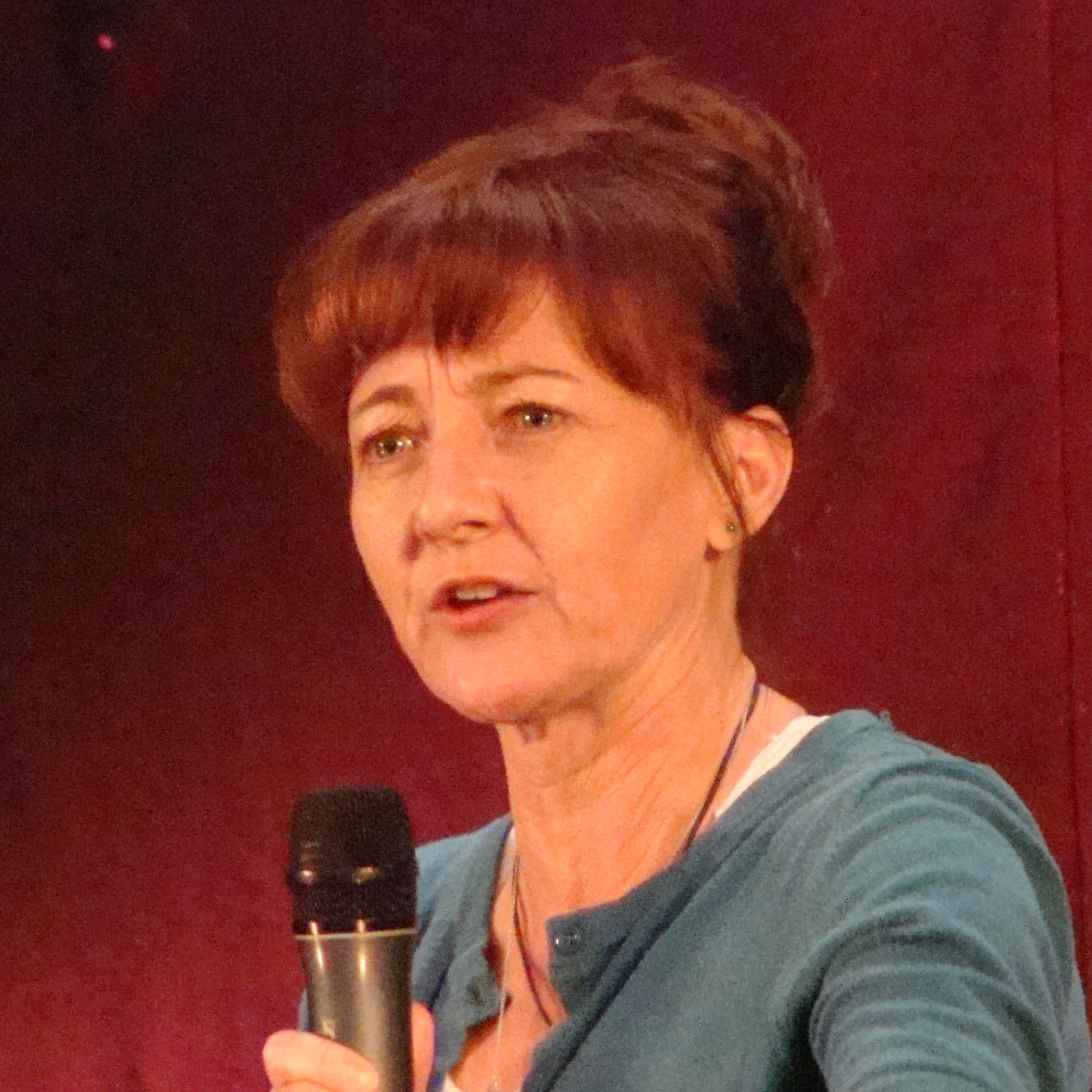
Bonita Friedericy

Bonita Friedericy (* 10. Oktober 1961 in Charlottesville, Virginia) ist eine US-amerikanische Schauspielerin.

## Leben
Friedericy arbeitete fast dreizehn Jahre lang als Lehrerin, um ihr Schauspieler-Einkommen zu ergänzen. 1996 gewann sie den ersten Natalie Schafer Award. Ebenfalls bekam sie den Ovation Award in Los Angeles für ihre Rolle in der Theaterproduktion Our Country's Good.
Bekannt wurde sie durch ihre Rolle General Diane Beckman in der US-amerikanischen Fernsehserie Chuck. Sie hatte auch zahlreiche weitere Auftritte in Fernsehserien wie etwa in Buffy – Im Bann der Dämonen (1999), Für alle Fälle Amy (1999/2002), Scrubs – Die Anfänger (2002), Star Trek: Enterprise (2003), The West Wing – Im Zentrum der Macht (2004/2006), The Nine – Die Geiseln (2006) und The Starter Wife – Alles auf Anfang (2008).
Filme, in denen sie spielte, sind unter anderem Die Abrechnung – Eine Tochter kehrt heim (2000), Par 6 (2002), Einsatz auf vier Pfoten – Ein Weihnachtsmärchen (2005), Stay (2006) und Alien Raiders (2008).
Sie lebt mit ihrem Mann, dem Schauspieler John Billingsley in Los Angeles, Kalifornien.

## Filmografie (Auswahl)
Filme
- 1998: African Journey (Malaika)
- 1999: The Pornographer
- 1999: The Debtors
- 2000: Furz der Film (Artie)
- 2000: Die Abrechnung – Eine Tochter kehrt heim (The Stepdaughter)
- 2001: Glass, Necktie
- 2002: Par 6
- 2003: Haus aus Sand und Nebel (House of Sand and Fog)
- 2004: Verrückte Weihnachten (Christmas with the Kranks)
- 2005: Einsatz auf vier Pfoten – Ein Weihnachtsmärchen (The 12 Dogs of Christmas)
- 2006: Stay
- 2006: Akeelah ist die Größte (Akeelah and the Bee)
- 2007: Next
- 2007: South of Pico
- 2008: Alien Raiders
- 2009: Miss March
- 2010: Percy Jackson – Diebe im Olymp (Percy Jackson & the Olympians: The Lightning Thief)
- 2011: Paranormal Activity 3
- 2012: The Lords of Salem
- 2013: Shotgun Wedding
- 2016: Madtown

Fernsehserien
- 1998: Verrückt nach dir (Mad About You, Fernsehserie, eine Folge)
- 1999: Buffy – Im Bann der Dämonen (Buffy the Vampire Slayer, Fernsehserie, zwei Folgen)
- 1999: Practice – Die Anwälte (The Practice, Fernsehserie, eine Folge)
- 1999: Drew Carey Show (The Drew Carey Show, Fernsehserie, eine Folge)
- 1999, 2002: Für alle Fälle Amy (Judging Amy, Fernsehserie, zwei Folgen)
- 2000: Hinterm Mond gleich links (3rd Rock from the Sun, Fernsehserie, eine Folge)
- 2000: Strong Medicine: Zwei Ärztinnen wie Feuer und Eis (Strong Medicine, Fernsehserie, eine Folge)
- 2001: Chaos City (Spin City, Fernsehserie, eine Folge)
- 2001: Becker (Fernsehserie, eine Folge)
- 2001: Dharma & Greg (Fernsehserie, eine Folge)
- 2001: Boston Public (Fernsehserie, eine Folge)
- 2002: Malcolm mittendrin (Malcolm in the Middle, Fernsehserie, eine Folge)
- 2002: Scrubs – Die Anfänger (Scrubs, Fernsehserie, eine Folge)
- 2002: The Guardian – Retter mit Herz (The Guardian, Fernsehserie, eine Folge)
- 2003: Polizeibericht Los Angeles (L.A. Dragnet, Fernsehserie, eine Folge)
- 2003: Alias – Die Agentin (Alias, Fernsehserie, eine Folge)
- 2003: Angel – Jäger der Finsternis (Angel, Fernsehserie, eine Folge)
- 2003: Star Trek: Enterprise (Fernsehserie, eine Folge)
- 2004: Eine himmlische Familie (7th Heaven, Fernsehserie, eine Folge)
- 2004: Veronica Mars (Fernsehserie, eine Folge)
- 2004, 2006: The West Wing – Im Zentrum der Macht (The West Wing, Fernsehserie, zwei Folgen)
- 2005: Bones – Die Knochenjägerin (Bones, Fernsehserie, eine Folge)
- 2005: Rodney (Fernsehserie, eine Folge)
- 2005: Criminal Minds (Fernsehserie, eine Folge)
- 2006: CSI: Den Tätern auf der Spur  (CSI: Crime Scene Investigation, Fernsehserie, eine Folge)
- 2006: Monk (Fernsehserie, eine Folge)
- 2006: Without a Trace – Spurlos verschwunden (Without a Trace, Fernsehserie, eine Folge)
- 2006: The Nine – Die Geiseln (The Nine, Fernsehserie, drei Folgen)
- 2007–2012: Chuck (Fernsehserie, 74 Folgen)
- 2008: My Name Is Earl (Fernsehserie, eine Folge)
- 2008: The Starter Wife – Alles auf Anfang (The Starter Wife, Fernsehserie, drei Folgen)
- 2010: Parks and Recreation (Fernsehserie, eine Folge)
- 2012: Castle (Fernsehserie, eine Folge)
- 2013: Justified (Fernsehserie, eine Folge)
- 2013: Hart of Dixie (Fernsehserie, eine Folge)
- 2015: How to Get Away with Murder (Fernsehserie, zwei Folgen)
- 2016: American Crime Story (Fernsehserie, zwei Episoden)
- 2016: Preacher (Fernsehserie, vier Episoden)
- 2020: The Good Doctor (Fernsehserie, eine Folge)
- 2023: 9-1-1: Lone Star (Fernsehserie, eine Folge)